# Domenico Massa
Domenico Massa (Mele, 26 gennaio 1917 – Genova, 15 gennaio 2008) è stato un ciclista su strada italiano, attivo come dilettante e indipendente dal 1935 al 1949.

## Carriera
Iniziò giovanissimo a correre in bicicletta. Nel 1936 partecipò come indipendente al Giro del Piemonte, alla Tre Valli Varesine, alla Milano-Sanremo, al Giro di Lombardia, oltre che al Giro d'Italia. Nelle stagioni seguenti fu attivo come dilettante, vincendo corse a Savona (1937) e Alessandria (1938).
Dopo il ritiro dalle corse fu autore di libri sul ciclismo.

## Palmarès
- 1937 (dilettanti)

Coppa Olmo - Savona
- 1938 (dilettanti)

Coppa San Giorgio - Alessandria

## Piazzamenti

### Grandi Giri
- Giro d'Italia

1936: ritirato